# The Secret Rapture
The Secret Rapture és una pel·lícula dramàtica britànica del 1993 dirigida per Howard Davies i protagonitzada per Juliet Stevenson, Joanne Whalley-Kilmer, Penelope Wilton i Neil Pearson. El guió de David Hare es basa en la seva obra de teatre del mateix títol de 1988.

## Argument
Les germanes separades Isobel i Marion es veuen obligades a retrobar-se quan el seu pare mor i han de decidir com manejar la Katherine, la seva madrastra jove, alcohòlica i mentalment inestable, que no ha quedat més que la casa rural on es van criar. La Isobel i el seu amant Patrick són propietaris d'una petita empresa de disseny gràfic que lluita per mantenir-se a flotació. La seva germana suggereix que ella i el seu marit nou cristià Tom els ajudin a expandir el negoci buscant inversors i fent de Katherine una sòcia responsable de trobar nous negocis. Isobel té seriosos recels sobre el pla, però finalment hi accepta quan la Marion convenç a Patrick del seu potencial èxit. En poc temps, la tensió de dirigir el negoci ampliat afecta la relació d'Isobel amb Patrick, que depèn cada cop més d'ella, mentre que, al mateix temps, el tens control del seny de Katherine comença a desfer-se.

## Repartiment
- Juliet Stevenson com Isobel Coleridge
- Joanne Whalley-Kilmer com a Katherine Coleridge
- Penelope Wilton com a Marion French
- Neil Pearson com a Patrick Steadman
- Alan Howard com a Tom French
- Robert Stephens com a Max Lopert
- Hilton McRae com a Norman
- Robert Glenister com a Jeremy
- Finty Williams com a Greta

## Producció
La pel·lícula es va fer a Exmoor, Somerset.

## Llançament
La pel·lícula es va estrenar al Festival Internacional de Cinema de Toronto el 12 de setembre de 1993. Es va estrenar en un teatre de Nova York el 29 d'abril de 1994 i va guanyar 18.719 dòlars durant les seves quatre setmanes allà. Va ser llançat al Regne Unit el 3 de juny de 1994.

## Recepció crítica
Stephen Holden de The New York Times va pensar que la "textura emocional de la pel·lícula és considerablement més rica que la producció de Broadway. I les seves actuacions esgarrifoses i l'atmosfera fosca i humida produeixen un fred inquietant". Va afegir: "Gran part del poder de la pel·lícula... rau en la impredictibilitat de la seva història... En observar els personatges de prop, la pel·lícula desprèn una intensitat emocional que faltava a la producció de Broadway més políticament correcta. Per desagradable que sigui Marion, la representació de la Sra. Wilton ens permet veure prou mirades a través de la seva dura màscara d'autosuficiència per suggerir el nen temible i no estimat que hi ha a sota. Isobel, amb les seves efusions de preocupació i consciència, és molt més comprensiva. Però la Sra. Stevenson tampoc no defuig mostrar les vetes de tossuderia i histèria del personatge. L'actuació més destacada de la pel·lícula pertany a la Sra. Whalley-Kilmer com la Katherine impulsiva i sexualment magnètica. De vegades suggereix una Joan Collins jove i borratxa la bravura de la qual no pot amagar la seva manca de nucli interior. El major defecte de la pel·lícula és el seu intent de comprimir massa història en massa poc espai, en escenes que canvien bruscament d'un personatge a un altre."
Leonard Klady de Variety va qualificar la pel·lícula d'"un èxit adequat" i va observar: "Howard Davies proporciona un to fosc adequat per a aquesta història de rivalitats de sang i manipulació emocional No obstant això, el pes implacable dels procediments desgasta l'espectador i limita l'atractiu de la pel·lícula a un públic especialitzat... Existeix en una sala d'espera entre la realitat de la pica de la cuina i l'al·legoria, The Secret Rapture desafia el director i els intèrprets a trobar el seu terreny. Stevenson fa un paper poderós, estrident i desagradable que finalment funciona en contra del material. Altres del repartiment tenen menys èxit a l'hora de trobar un equilibri, tot i que Whalley-Kilmer guanya les nostres simpaties en un excèntrica i brava [actuació]. En última instància, Hare i Davies no ens fan entrar ni ens fan simpatitzar amb aquest entorn força fred."
Adam Mars-Jones de The Independent va assenyalar: "Al teatre, els canvis que afecten dues germanes molt diferents quan el seu pare mor i el seu amant molt més jove entra a les seves vides poden tenir a la pantalla la velocitat de la inversió de potència de la muntanya russa i l'abrupte brusca del gir en U dels personatges donen al melodrama una qualitat escurçada que és còmica sense voler... Però hi ha una fascinació considerable en veure Whalley-Kilmer i Stevenson compartint la pantalla."